# Sophie Sundqvist
Sophie Sundqvist, född 5 augusti 1996, är en svensk fotbollsspelare.

## Karriär
Sundqvist spelade 2012–2016 för Limhamn Bunkeflo. Hon spelade totalt 56 ligamatcher och gjorde sex mål.
Inför säsongen 2017 gick Sundqvist till FC Rosengård. Hon spelade åtta matcher i Damallsvenskan 2017. I januari 2018 värvades Sundqvist av danska Brøndby IF.
Inför säsongen 2019 återvände Sundqvist till Limhamn Bunkeflo. I februari 2020 gick Sundqvist till Linköpings FC, där hon skrev på ett tvåårskontrakt. Sundqvist tävlingsdebuterade för Linköping den 23 februari 2020 i en 1–3-förlust mot Kopparbergs/Göteborg, där hon blev inbytt i den 86:e minuten mot Alva Selerud. Resten av säsongen missade Sundqvist på grund av skadebekymmer och hon lämnade Linköpings FC i november 2020 med endast en tävlingsmatch spelad.
I maj 2021 blev Sundqvist klar för spel i Borgeby FK. Hon gjorde fyra mål på 11 matcher i Elitettan 2021. Inför säsongen 2022 gick Sundqvist till Malmö FF. Hon spelade två matcher för klubben i division 2 2022.